# 橘柚
橘柚（学名：Citrus × tangelo）是一类柑橘类水果，由瓯柑、橘子与柚子或葡萄柚杂交而成。常见品种包括奥兰多橘柚、明尼橘柚、诺瓦橘柚、牙买加丑橘等。
奥兰多橘柚（Orlando）、明尼橘柚（Minneola）皆以邓肯葡萄柚与丹西红橘为亲本选育而成。明尼橘柚因其果梗部突出成颈状、侧看时果实形似钟形，故又被称为“蜜鐘”（honeybell）。
诺瓦橘柚（Nova）是由克里曼丁红橘与奥兰多橘柚杂交育成。
牙买加丑橘则是在牙买加野外发现的橘柚品种。